# Jaume Ribas i Surinyach
Jaume Ribas i Surinyach (Barcelona, 1918 - Álvaro Obregón, Districte Federal de Mèxic, 7 de gener de 1994)
De nom en clau Lipstick pels anglesos i els aliats i Felip Mataró pels alemanys, fou un agent doble català. Fill de Lluís Ribas i Camps i Pilar Surinyach i Surinyach. Fou militant del Front Nacional de Catalunya i es casà amb Carolina Pi-Sunyer i Cuberta, filla de Carles Pi i Sunyer i de Carme Cuberta i Aroles. Fou tinent de l'exèrcit republicà. Entre 1942 i 1944 fou agent de MI5 i entre 1944 i 1946 del MI6.
Mor als 75 anys a Álvaro Obregón, Districte Federal de Mèxic.